# Comité Vietnam national
Pour les articles homonymes, voir CVN.
Le Comité Vietnam national (CVN) est un groupe français constitué le 30 novembre 1966 pour protester contre l'intervention américaine au Vietnam. Présidé par le mathématicien Laurent Schwartz, qui une dizaine d'années plus tôt avait présidé un autre comité, le comité Maurice-Audin, dans le contexte de la guerre d'Algérie, le CVN rassemblait de nombreuses personnalités ainsi que beaucoup d'étudiants et de lycéens actifs dans les premières réunions de sensibilisation de la jeunesse à la cause vietnamienne. En 1968, Nicolas Boulte est secrétaire du CVN. 

## Membres célèbres
Outre Laurent Schwartz, le CVN comprenait des intellectuels de gauche mais non communistes, comme l'historien Pierre Vidal-Naquet (lui aussi naguère membre du comité Maurice-Audin et militant contre la torture pendant la guerre d'Algérie), Jean-Paul Sartre ou Vladimir Jankélévitch (autre philosophe), le physicien Alfred Kastler, etc.

## Actions
Hétérogène, le groupe, qui bénéficiait de l'appui de la revue des Temps modernes, publiait un journal, Vietnam. Les manifestations organisées par le CVN (dont les Six heures de la Mutualité le 25 mai 1966, auxquelles participent Schwartz, Sartre et Jankélévitch devant plusieurs milliers de personnes) s'effectuaient souvent avec le soutien du syndicat étudiant de l'UNEF.
Le mercredi 20 mars 1968, vers 18 h 30, quartier de l'Opéra, à Paris : environ deux-cents militants du CVN, dont le nombre est gonflé par celui du Comité d'action lycéen, soit environ 200 personnes, surgissent devant l'American Express dont ils cassent les vitrines à coups de barres de fer et de projectiles, et dont ils bombent la façade de slogans anti-impérialistes. L'action ne dure que quelques minutes et les militants s'éparpillent très rapidement. Six personnes seront tout de même interpellées, sur place ou à leur domicile, dont Nicolas Boulte secrétaire du CVN et Xavier Langlade membre du service d'ordre de la Jeunesse communiste révolutionnaire (JCR). Les jours suivants, leur libération sera l'une des revendications des étudiants de la faculté de Nanterre, contribuant à déclencher Mai 68.
En septembre 1966, la création des Comités Vietnam lycéens avait été renforcée trois mois après en décembre par l'exclusion de l'opposition lycéenne de la Jeunesse Communiste, qui vient renforcer leurs rangs.

## Comité Vietnam de base
L'Union des jeunesses communistes marxistes-léninistes (UJCml, maoïste) a de son côté fondé à la même époque et pour le même combat un comité cependant rival, le groupe des Comités Vietnam de base (CVB).
Les Comités Vietnam de base sont surtout actifs de l'automne 1967 à juin 1968 et surtout implantés dans l'université auprès des étudiants, en particulier à la Sorbonne, où se met en place un «Comité Vietnam Histoire» qui évoque régulièrement les origines historiques du conflit, «La guerre d'Indochine et ses conséquences», un conflit au cours duquel les étudiants et les intellectuels s'étaient peu exprimés. Le CVH de la Sorbonne cherche à mobiliser les étudiants en histoire, via un journal dont deux numéros sont publiés en février et en avril 1967.
À l'échelle nationale, les Comités Viêtnam de base  publient le journal Victoire pour le Vietnam.
Les 30-31 mars 1968 se tient à Paris le premier Congrès des Comités Vietnam de base (CVB), qui annonce 120 CVB à Paris et région parisienne, 150 en province. Dans la foulée, du 1er au 3 avril, dans une série de trois article de Michel Legris, Le Monde se demande : « Qui sont les « pro-chinois » en France ? »,,,.
Le maoïste Jean-Paul Cruse, devenu journaliste à Libération racontera en 2009 que le Comité Vietnam de Base du Lycée Louis-le-Grand, où il est élève (avec Antoine de Gaudemar), regroupait 150 élèves.